# Edward Szmidt
Edward Szmidt (eigentlich Edward Jan Schmidt; geboren Eberhardt Schmidt * 4. August 1931 in Hindenburg O.S., Deutsches Reich; † 29. April 2018 in Hamm) war ein deutsch-polnischer Sprinter.

## Leben
1955 gewann er bei den Weltfestspielen der Jugend und Studenten Silber über 200 m. Bei den Olympischen Spielen 1956 in Melbourne wurde er Sechster in der 4-mal-100-Meter-Staffel und erreichte über 200 m das Viertelfinale. 1958 schied er bei den Leichtathletik-Europameisterschaften in Stockholm über 200 m im Halbfinale und über 100 m sowie in der 4-mal-100-Meter-Staffel im Vorlauf aus.
Sein jüngerer Bruder Józef Szmidt wurde 1960 und 1964 Olympiasieger im Dreisprung.

## Persönliche Bestzeiten
- 100 m: 10,4 s, 9. August 1958, Posen
- 200 m: 21,3 s, 5. August 1955, Warschau